# Västermyckeläng
Västermyckeläng (älvdalska Westermykklaingg) är en tätort i Älvdalens kommun. Namnet kommer av att byn ligger på västra sidan om Myckeln. Lokalt kallas byn Västäng. I byn talas lokalspråket älvdalska.

## Befolkningsutveckling
| Befolkningsutvecklingen i Västermyckeläng 1960–2020                           | Befolkningsutvecklingen i Västermyckeläng 1960–2020 | Befolkningsutvecklingen i Västermyckeläng 1960–2020 | Befolkningsutvecklingen i Västermyckeläng 1960–2020 | Befolkningsutvecklingen i Västermyckeläng 1960–2020 |
| ----------------------------------------------------------------------------- | --------------------------------------------------- | --------------------------------------------------- | --------------------------------------------------- | --------------------------------------------------- |
|                                                                               |                                                     |                                                     |                                                     |                                                     |
| År                                                                            |                                                     |                                                     | Folkmängd                                           | Areal (ha)                                          |
| 1960                                                                          | 1960                                                |                                                     | 400                                                 |                                                     |
| 1965                                                                          | 1965                                                |                                                     | 364                                                 |                                                     |
| 1970                                                                          | 1970                                                |                                                     | 329                                                 |                                                     |
| 1975                                                                          | 1975                                                |                                                     | 325                                                 |                                                     |
| 1980                                                                          | 1980                                                |                                                     | 300                                                 |                                                     |
| 1990                                                                          | 1990                                                |                                                     | 284                                                 | 75                                                  |
| 1995                                                                          | 1995                                                |                                                     | 306                                                 | 85                                                  |
| 2000                                                                          | 2000                                                |                                                     | 300                                                 | 85                                                  |
| 2005                                                                          | 2005                                                |                                                     | 303                                                 | 85                                                  |
| 2010                                                                          | 2010                                                |                                                     | 279                                                 | 85                                                  |
| 2015                                                                          | 2015                                                |                                                     | 382                                                 | 171                                                 |
| 2020                                                                          | 2020                                                |                                                     | 384                                                 | 171                                                 |
| Anm.: 2015 utökades norrut och sammanväxte med småorten Kåtilla (södra delen) |                                                     |                                                     |                                                     |                                                     |

## Fäbodar
- Hållby
- Näsbodarna
- Vasselbodarna
- Vålberg

## Näringsliv
I anslutning till Rämmaån ligger Nya Porfyrverket som startades av Frost Anders Andersson 1895, efter att Gamla Porfyrverket i Näset brunnit ner 1867.